# Revolução neolítica

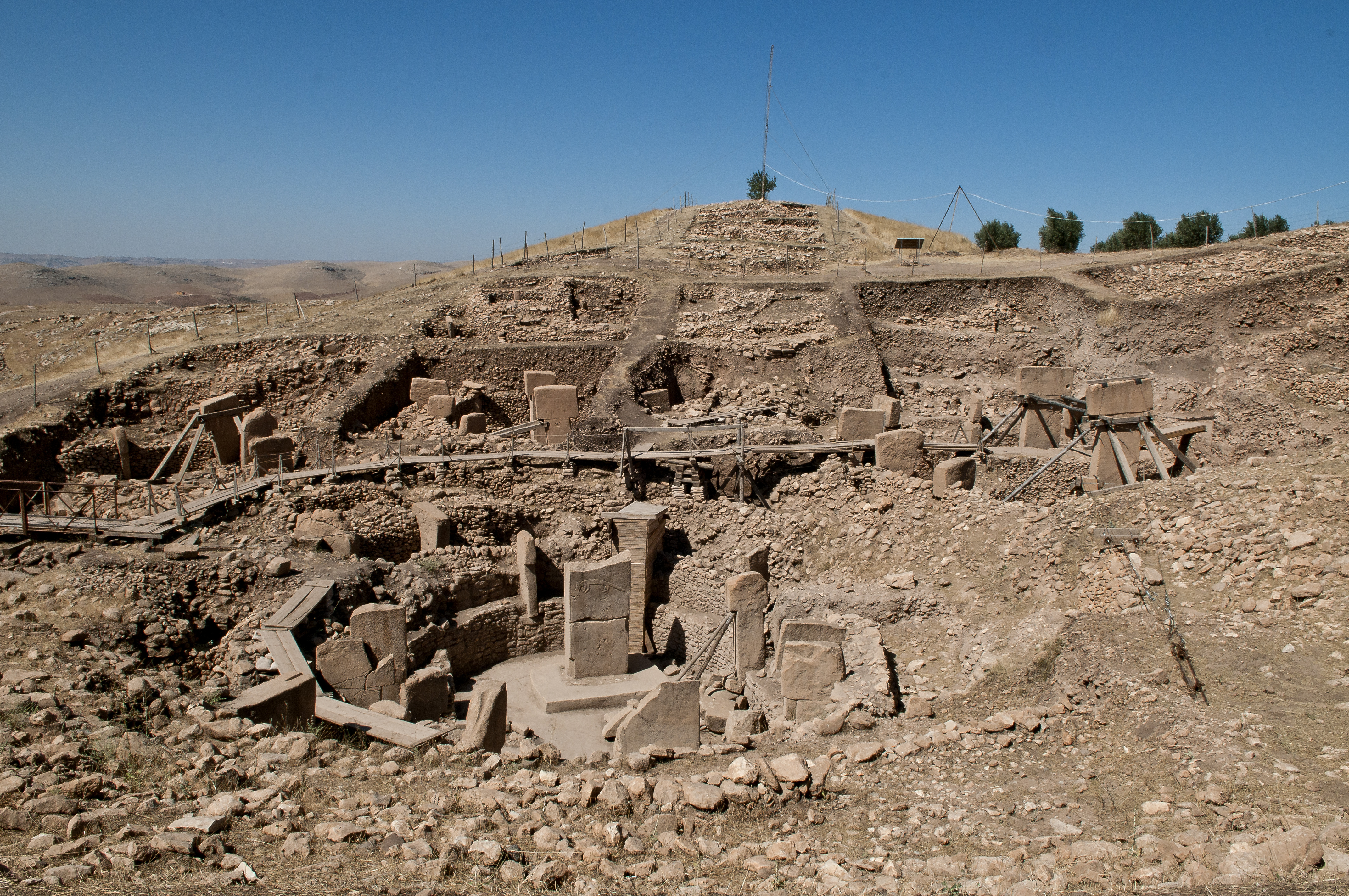
Ruínas de Göbekli Tepe, na atual Turquia, cujas estruturas datam de c., sendo os megalitos mais antigos já encontrados.

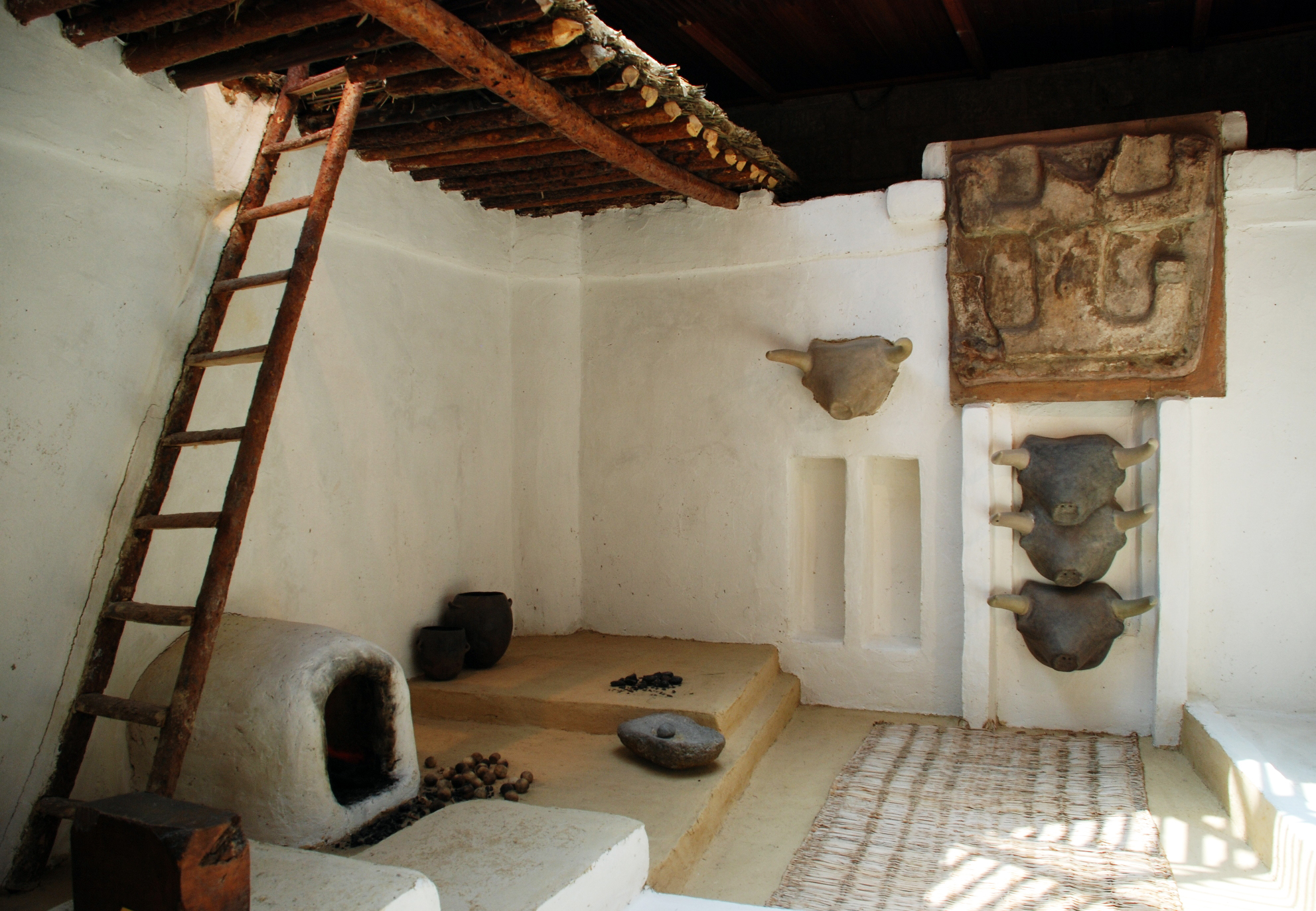
Reconstrução de uma casa de Çatalhüyük, um assentamento neolítico na Anatólia que data de cerca de

Revolução neolítica ou Transição Demográfica Neolítica, às vezes chamada de Revolução Agrícola, foi a transição em grande escala de muitas culturas humanas do estilo de vida de caçador-coletor e nômade para um agrícola e sedentário fixo, tornando possível uma população cada vez maior. Estas comunidades estabelecidas permitiram que os seres humanos observassem e experimentassem com plantas para aprender como crescem e se desenvolvem. Este novo conhecimento levou à domesticação das plantas.
Dados arqueológicos indicam que a domesticação de vários tipos de plantas e animais evoluiu em locais separados em todo o mundo, começando na época geológica do Holoceno, cerca de 12.500 anos atrás. Foi a primeira revolução agrícola historicamente verificável no mundo. A Revolução Neolítica reduziu muito a diversidade de alimentos disponíveis, com uma mudança para a agricultura que levou a uma diminuição da nutrição humana. A mudança envolveu muito mais do que a adoção de um conjunto limitado de técnicas de produção de alimentos. Durante os milênios seguintes, ela transformaria os pequenos e móveis grupos de caçadores-coletores que até então haviam dominado a pré-história humana em sociedades sedentárias (não-nômades) baseadas em vilas. Essas sociedades modificaram radicalmente seu meio ambiente através do cultivo de culturas alimentares especializadas (com, por exemplo, a irrigação e o desmatamento), o que permitiu um excesso de produção de alimentos.
Esses desenvolvimentos forneceram a base para os assentamentos densamente povoados, a especialização e a divisão do trabalho, as economias comerciais, o desenvolvimento da arte, da arquitetura, de estruturas políticas centralizadas, de ideologias hierárquicas, de sistemas despersonalizados de conhecimento (por exemplo, a escrita) e da propriedade privada, o que levou a uma sociedade hierárquica, com uma classe social de elite, compreendendo uma nobreza, uma classe política e uma militar. A primeira manifestação totalmente desenvolvida de todo o complexo neolítico é vista nas cidades sumérias do Oriente Médio (c. 5.500 aC), cuja emergência anunciou também o começo da Idade do Bronze.
A relação das características neolíticas acima mencionadas com o início da agricultura e a relação empírica entre vários sítios neolíticos continua a ser tema de debate acadêmico e varia de lugar para lugar, em vez de ser o resultado de leis universais da evolução social. A região do Levante, seguida da Mesopotâmia, são os locais dos primeiros desenvolvimentos da Revolução Neolítica, por volta de 10.000 aC. Este processo "inspirou alguns dos desenvolvimentos mais importantes da história humana, incluindo a invenção da roda, a plantação das primeiras culturas cerealíferas e o desenvolvimento da letra cursiva, da matemática, da astronomia e da agricultura." 

## Distribuição geográfica

### Oriente Médio
O Oriente Médio possui as mais antigas evidências de agricultura, possuindo diversos sítios arqueológicos que fornecem valiosas informações sobre a Revolução Neolítica nesta região. Frequentemente o surgimento de tal prática neste período e região é dividido em 5 fases. No final da última era glacial, os humanos que habitavam o Oriente Médio eram caçadores e coletores nômades, que se movimentavam de acordo com a presença ou ausência de recursos ao longo do ano. Na região do Levante, se destacam duas culturas:Kebaran  e Kebaran Geométrica. Conforme o clima se tornava mais quente, um ambiente mais propício para o crescimento de diferentes tipos de plantas surgiu, o que melhorou a qualidade de vida daquelas populações e permitiu sua entrada no próximo estágio.
Eventualmente, com maior fartura, os nômades puderam adotar um comportamento sedentário, coletando alimentos permanentemente em uma região fixa. Essas populações foram descobertas por Dorothy Garrod em uma escavação na Caverna Shuqba, tendo sido nomeadas Natufianos. Os natufianos viviam nas florestas de carvalho do norte dos atuais Israel e Palestina, onde coletavam, por exemplo, alguns tipos de nozes. Em torno daquela região, incluindo a Crescente Fértil, eram encontrados diferentes tipos de animais, como gazelas, bodes, e ovelhas; e também diferentes tipos de plantas, incluindo cereais que, naquela época, ainda eram selvagens, como o trigo e a cevada. Todavia, as evidências apontam que não foi nesse período que os grãos se tornaram parte importante da dieta desses povos, com a coleta de outros tipos de vegetais sendo mais adotada.
Durante esse período, houve um grande revertério climático, chamado de Dryas Recente. No Oriente Médio, o clima se tornou mais seco e frio, o que favoreceu o crescimento de espécies como o trigo e a cevada, cujos antecessores selvagens ocupavam os espaços entre as árvores de carvalho, tornando a paisagem similar a das savanas. Com a diminuição das florestas, alguns tipos de alimentos tiveram sua disponibilidade reduzida, o que provavelmente forçou o retorno de alguns grupos a seu antigo estado nômade, podendo ter feito alguns migrarem para áreas mais úmidas em busca de zonas férteis onde era possível o consumo de alimentos baseados em sementes, mais abundantes nessas regiões. Este último estilo de vida deu espaço para o que ficou conhecido como “cultivo pré-doméstico”. O neolítico é dividido em dois períodos: pré e pós cerâmica, com o primeiro sendo também subdividido em duas fases, chamadas de Pre-Pottery Neolithic A (PPNA) (em português, “Neolítico Pré-Cerâmica”) e Pre-Pottery Neolithic B (PPNB). A primeira conhecida pela presença de construções ovais, e a segunda por construções retangulares. Na crescente fértil do PPNA predominava ainda o nomadismo e o sistema de cultivo pré-domesticação de sementes, onde os sítios de plantação recebiam água de forma natural e o replantio acontecia apenas por meio da reprodução das plantas, com seus grãos retroalimentando os cultivos. Tal modo de vida se tornou cada vez mais comum ao longo dos séculos, carregando traços daquele adotado durante o Natufiano.
Corresponde ao período em que passou a ocorrer a domesticação de animais e plantas, mas existem perguntas que permanecem: como e em quais lugares?  Grupos de geneticistas e arqueólogos buscam responder essas questões. Todo o trigo Einkorn moderno, por exemplo, possui parentesco com as versões selvagens encontradas em Karacadag,  o mesmo sendo possivelmente verdade para o trigo Farro. O grão-de-bico também possui origem nessa região. Além disso, as lentilhas podem ter ancestralidade ligada aos grãos selvagens encontrados no leste da atual Turquia e no norte da atual Síria. Aparentemente, o farro pode ter sido domesticado de modo independente no Levante tendo, entretanto, menor adoção por questões adaptativas ligadas ao clima da região. Já a cevada domesticada possui variedades traçadas em duas regiões: a do Levante e as Montanhas Zagros.

### América
A Revolução Neolítica nas Américas trouxe mudanças significativas na produção de alimentos e no modo de vida das sociedades, de forma semelhante ao que ocorreu em outras partes do mundo. Durante o Holoceno, três grandes áreas de domesticação inicial emergiram no continente: o centro-sul dos Andes, a América Central e o leste da América do Norte. Nesse sentido, provavelmente a revolução começou em um contexto em que pequenos grupos humanos, que eram caçadores e coletores nômades, começaram a se estabelecer em vales irrigados por rios, cavernas e outros abrigos disponíveis. Assim, a domesticação de diferentes espécies de plantas e animais refletiu um processo similar ao ocorrido no Oriente Médio, mas com características próprias das regiões americanas. No México, variedades de milho e abóboras foram domesticadas entre 9 e 7 mil anos atrás, existem vestígios desse evento nas regiões que hoje compreendem os estados de Guerrero e Tabasco. A domesticação de plantas possibilitou uma fonte de alimento mais estável e confiável, contribuindo para o desenvolvimento de comunidades sedentárias. Além disso, os únicos animais inicialmente domesticados na Mesoamérica e América do Norte foram o cachorro e o peru, que desempenharam papéis importantes na vida cotidiana e nas práticas culturais dessas sociedades. Nesse sentido, a domesticação de espécies, em especial o milho, teve um importante papel na sedentarização desses grupos, ainda que esse processo tenha sido gradual e desigual, o  que possibilitou o desenvolvimento de civilizações complexas, como a Maia, por exemplo.
Nos Andes, o milho foi domesticado ao norte entre 7.2 mil e 6.6 mil anos atrás. No Equador, abóboras e ariá são cultivados nos Andes há 11 mil anos. Já no Peru, diferentes variedades de abóboras foram encontradas datando de 11 mil anos atrás. No tocante aos animais, nos Andes peruanos, entre 7.2 mil e 6 mil anos atrás, os caçadores alimentavam-se de guanacos e vicunhas, que mais tarde foram domesticados, dando origem às lhamas e alpacas. Com o tempo, as comunidades das regiões mencionadas desenvolveram sofisticadas técnicas agrícolas, como a construção de terraços e sistemas de irrigação, que foram fundamentais para a prosperidade de civilizações como a Inca. Além disso, as lhamas e as alpacas viriam a ter papel importante na manutenção da comunicação dentro desse império indígena, gerando impactos duradouros na cultura dos povos dessas regiões.
Quatro plantas com sementes foram domesticadas no período entre 5 mil a.p e 3.7 mil a.p no nordeste da América do Norte: abóboras e girassol. Os registros do plantio do milho, datam de mais tarde, por volta de 200 A.C.  Os vales dos rios parecem ter sido as áreas onde a domesticação de plantas começou nessa região.

### África Central
Há discussões acerca do período inicial da revolução neolítica na África, porém é entendido que o mesmo ocorreu entre 10.000 a 5.000 anos A.C. Este período na África Central acabou ocorrendo forçadamente por conta de uma nova fase de seca na Terra e processos de desertificação em direção ao Sul. Caçadores, que tinham de percorrer as savanas em busca de alimento, e coletores, que dependiam de grãos selvagens da planícies, aos poucos migraram para perto dos rios, realizando a domesticação de grãos, legumes e vegetais e aprimorando suas habilidades de pesca. O principal alimento domesticado na região foi o inhame-da-guiné-branco, que foi por muito tempo a base da alimentação dos agricultores da savana do Norte, permitindo um grande aumento populacional deste grupo há cerca de 5.000 anos A.C. Em relação à pecuária, a domesticação de gado ocorreu inicialmente no nordeste por pastores móveis que não tinham conhecimento da agricultura sedentária. Essa prática se espalhou de maneira irregular pelo Saara e posteriormente pelo Sul devido a alterações nas condições climáticas.

## Antecedentes

### Nomadismo

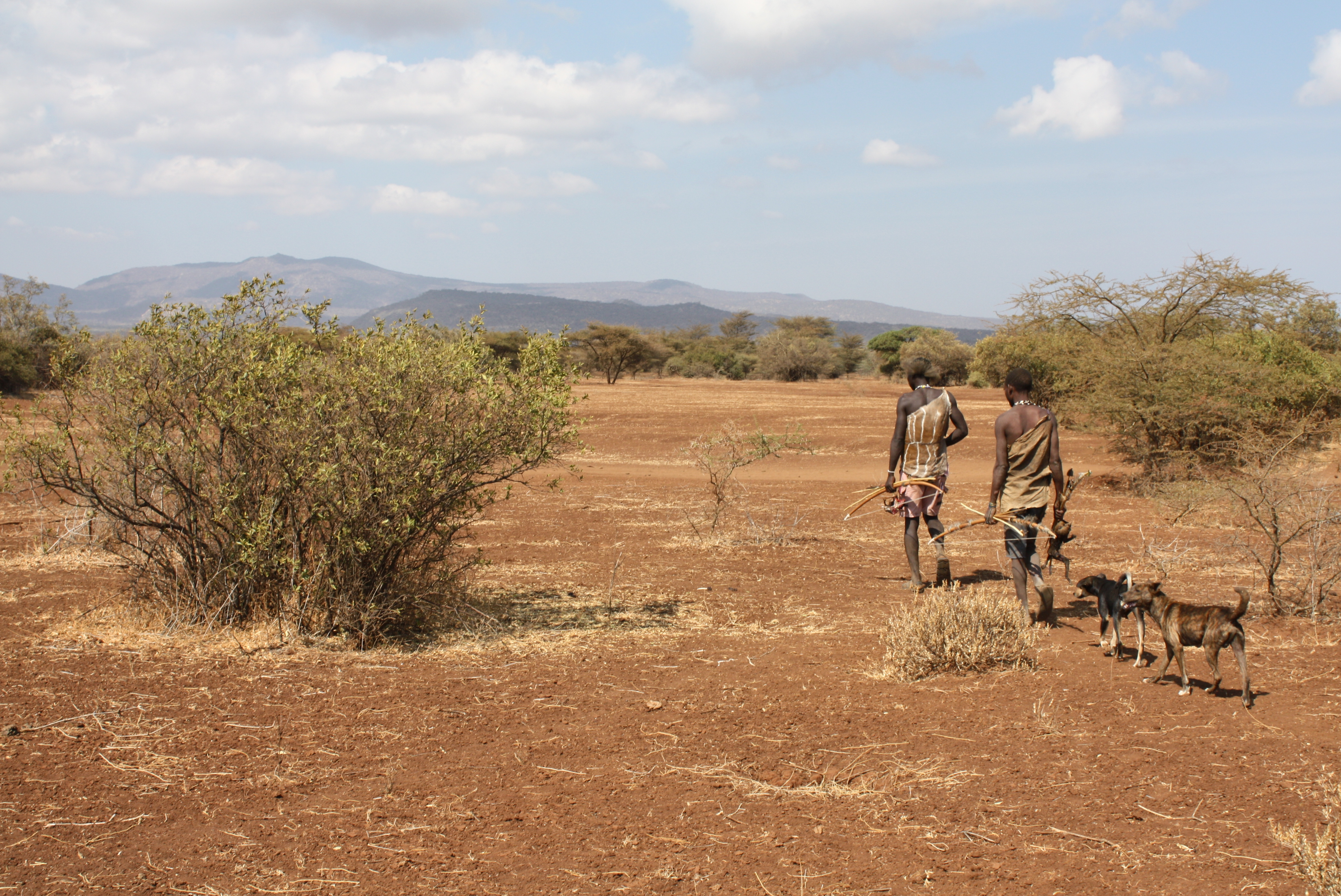
Dois homens hadzas retornam de uma caçada. Os hadzas são uma das poucas sociedades africanas contemporâneas que vivem principalmente de caça e coleta

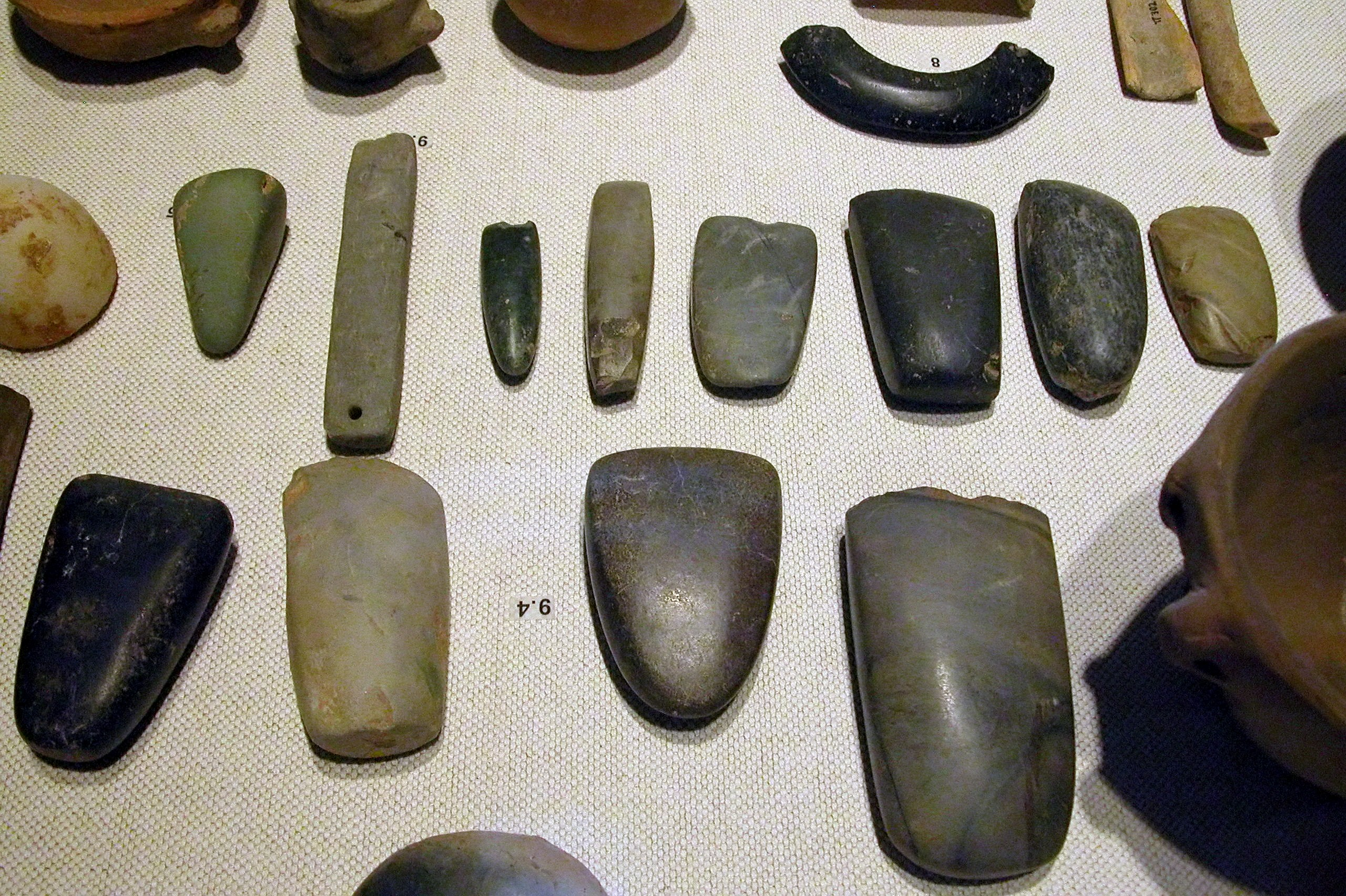
Artefatos de pedra do Neolítico

Durante milhares de anos os grupos humanos viveram deslocando-se de um lugar ao outro, procurando alimento necessário para sua sobrevivência. Em outras palavras, eram nômades. Até o final do período Paleolítico, os humanos dependiam da caça de animais e da coleta de frutos e vegetais. O nomadismo é a prática dos povos nômades, ou seja, que não têm uma habitação fixa, que vivem permanentemente mudando de lugar. Usualmente são os povos do tipo caçadores-coletores, mudando-se a fim de buscar novas pastagens para o gado quando se esgota aquela em que estavam. Os nômades não se dedicam à agricultura e frequentemente ignoram fronteiras internacionais na sua busca por melhores pastagens.[carece de fontes?]
O nomadismo na economia recoletora era motivado pela deslocação das populações que, na procura constante de alimentos, acompanhavam as movimentações dos próprios animais que pretendiam caçar, procuravam os locais onde existiam frutos ou plantas a recolher ou necessitavam de se defender das condições climáticas ou dos predadores. Este tipo de nomadismo manteve-se entre as comunidades que persistiram no modo de produção recoletor. As ferramentas fabricados por esses grupos eram, na maioria, de pedra e osso. Alguns eram lascados para formar bordas cortantes e facilitar a obtenção de alimentos e defesa. A alimentação era composta basicamente de frutos, raizes, ervas, peixes e pequenos animais capturados com a ajuda de armadilhas rudimentares.[carece de fontes?]
No Período Neolítico as pessoas abrigavam-se em cavernas ou em espécies de choupanas feitas de galhos e cobertas de folhas. Também usavam tendas de animais na entrada das cavernas. É neste período que surgem os primeiros Sambaquis (encontrados principalmente nas regiões litorâneas da América do Sul), devido ao fato do homem ser nômade, e se alojar num determinado local até que se esgotassem os alimentos; amontoavam conchas, fogueiras, restos de animais. Eram também nesses locais que enterravam seus mortos junto a seus pertences (colares, vestes, ferramentas e cerâmicas).[carece de fontes?]
A sociedade é comunal, já possuem uma certa organização social e a família já tem importância. Descobrem e dominam o fogo, possuem uma linguagem rudimentar, indícios de rituais funerários e desenvolvem as primeiras práticas de magia (devido à descoberta do fogo). A sociedade era formada por pequenos clãs, que dividiam as tarefas entre os sexos e idades. Havia apenas um líder, que servia como conselheiro. Este poderia ser o mais forte ou o mais velho. Como o nomadismo resultava em doenças frequentes, cansaços e obrigação de descanso aos necessitados, os índices demográficos eram baixos e estáveis.[carece de fontes?]

### Transição comportamental
A antropologia determina que o que é denominado comportamento humano moderno inclui traços culturais e comportamentais como a especialização no uso de ferramentas, o uso de adornos e produção de imagens (como as pinturas rupestres), organização dos espaços de convivência, rituais (como o presenteio e os variados rituais fúnebres), especialização das técnicas de caça, exploração de regiões geográficas mais inóspitas e o hábito de troca (como o escambo e o comércio). Além disso, são incluídos traços menos específicos como a linguagem e a cognição simbólica complexa. Entretanto, há debates que discutem se houve uma “revolução” que levou a humanidade a este status (como um “big bang da consciência humana”) ou se a evolução destas características foi mais gradual. 
Até um período de 50 a 40 mil anos atrás, o uso de ferramentas de pedra aparenta ter tido um progresso gradual. Cada fase (H. habilis, H. ergaster, H. neanderthalensis) apresenta uma nova tecnologia, seguida de um lento desenvolvimento e um longo período de tempo até a fase seguinte. Os paleoantropólogos discutem se os primeiros Homo sapiens apresentavam alguns ou diversos comportamentos humanos modernos. Estes parecem ter sido culturalmente conservadores, mantendo o uso das mesmas tecnologias e padrões de forrageio por períodos muito longos.
Há cerca de 50 mil anos, a cultura humana passou a se desenvolver mais rapidamente. A transição pro comportamento moderno é caracterizada por alguns como “a Revolução do Paleolítico Superior” devido ao aparecimento de registros arqueológicos que apresentam sinais distintos de comportamentos modernos e da caça de animais maiores. Entretanto, evidências mais antigas desses comportamentos existem na África, que refletem a capacidade de formação de imagens abstratas e de criação de táticas de sobrevivência mais complexas e da produção de ferramentas e armas mais sofisticadas, por exemplo. Assim, há discussões acerca de quando houve essa transição para a modernidade, que pode ter ocorrido antes do que inicialmente se imaginava.       
Entretanto, alguns estudiosos creem que essa transição pode ter sido mais gradual, visto que alguns aspectos já eram observados nos Homo sapiens mais antigos há 300 - 200 mil anos atrás.      Evidências recentes sugerem que a separação entre as populações aborígenes australianas e africanas ocorreu há 75 mil anos por meio de uma viagem marítima de 160 km, o que pode diminuir a relevância da revolução do paleolítico superior. 
Os humanos modernos começaram a enterrar seus mortos, fazer roupas com fibras animais, caçar de formas mais complexas (cavando poços para seu uso como armadilhas, por exemplo) e fazer pinturas parietais.  Conforme as culturas humanas avançavam, diferentes populações trouxeram inovações a tecnologias já existentes, como anzóis de pesca, botões e agulhas feitas de ossos, que apresentam sinais de uma variação cultural que não era observada antes de 50 mil anos atrás. Tipicamente os H. neanderthalensis, mais antigos não apresentavam variações tecnológicas, embora alguns registros neandertais datados do período chatelperroniano pareçam ser imitações de tecnologias aurignacianas dos H. sapiens. 

### Transição agrícola

Mapa do mundo mostrando os centros de origem da agricultura e sua propagação na pré-história: o Crescente Fértil (11.000 aC), as bacias do Yangtze e do Rio Amarelo (9.000 aC) e as Terras Altas da Nova Guiné (9.000-6.000 aC) no México Central 5.000-4.000 aC), Norte da América do Sul (5.000-4.000 BP), África subsaariana (5.000-4.000 aC, localização exata desconhecida), América do Norte Oriental (4.000-3.000 aC).

O termo "Revolução Neolítica" foi cunhado em 1923 por V. Gordon Childe para descrever o primeiro de uma série de revoluções agrícolas na história do Oriente Médio. O período é descrito como uma "revolução" para denotar sua importância e o grande significado e grau de mudança que afetam as comunidades nas quais novas práticas agrícolas foram gradualmente adotadas e refinadas.
O começo deste processo em diferentes regiões foi datado entre 10 000 a 8 000 a.C. no Crescente Fértil e talvez 8 000 a.C. no Antiga Área Agrícola de Kuk, na Melanésia. Essa transição em toda parte parece associada a uma mudança de um modo de vida caçador-coletor em grande parte nômade para um mais assentado, baseado na agricultura, com o início da domesticação de várias espécies de plantas e animais - dependendo da espécie disponível localmente e provavelmente também influenciado pela cultura local. Pesquisas arqueológicas recentes sugerem que em algumas regiões, como a península do Sudeste Asiático, a transição de caçador-coletor para agricultor não era linear, mas específica para cada região.

## Domesticação

### Plantas

Expansão da revolução agrícola pela Europa

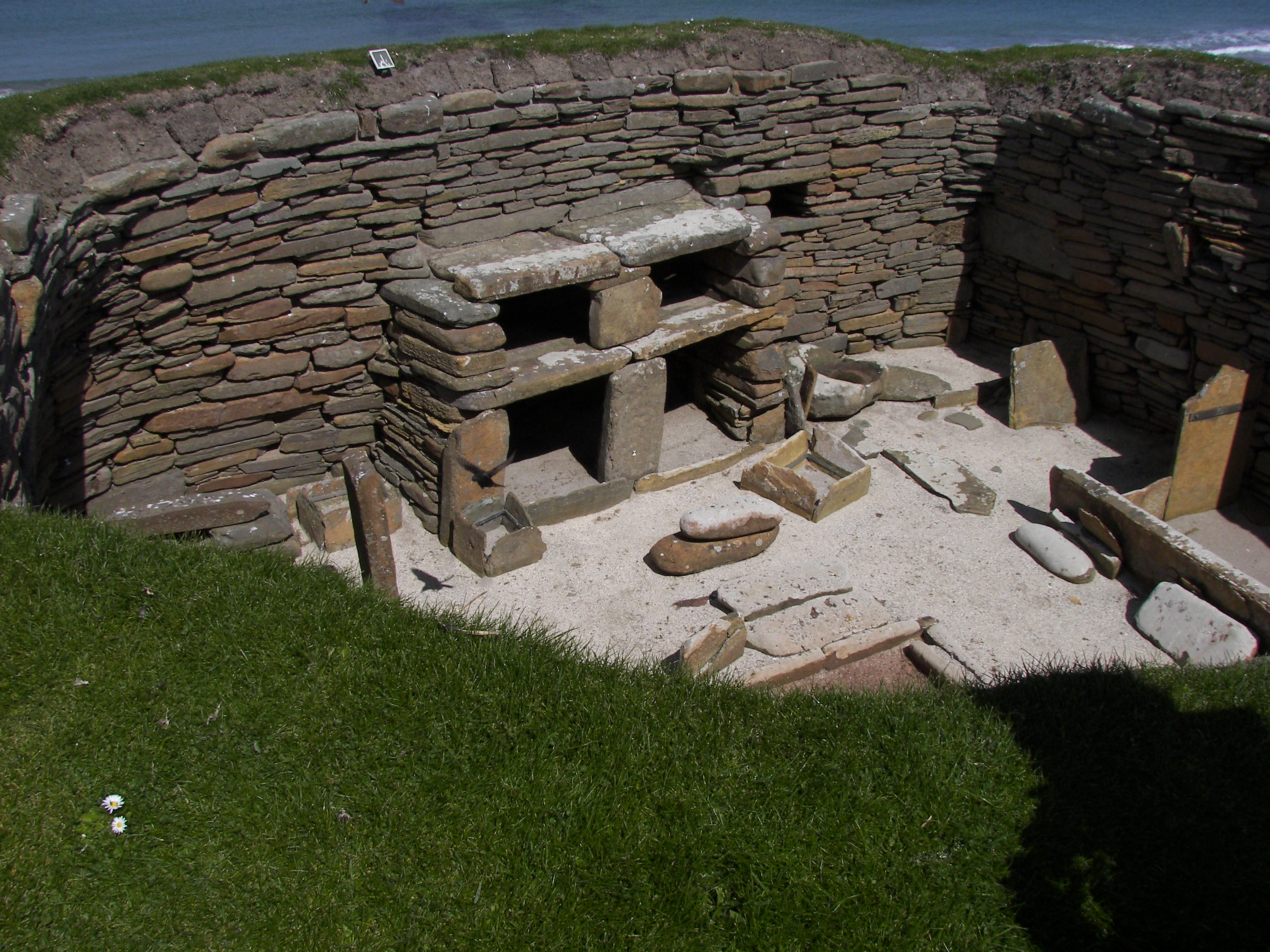
Ruínas de Skara Brae, na Escócia, Reino Unido, uma das mais bem preservadas vilas do período Neolítico

Depois que a agricultura começou a ganhar ímpeto, por volta de 9 000 a.C., a atividade humana resultou na criação seletiva de gramíneas (começando com farro, trigo e cevada) e não simplesmente naquelas que favoreceriam maiores retornos calóricos através de sementes maiores. O geneticista israelense Daniel Zohary identificou várias espécies de plantas como "culturas pioneiras" ou culturas fundadoras do Neolítico. Ele destacou a importância dos três cereais e sugeriu que a domesticação de linho, ervilha, grão-de-bico, ervilhaca e lentilhas veio um pouco mais tarde. Baseado na análise dos genes de plantas domesticadas, ele preferiu teorias de um único, ou no máximo um número muito pequeno, de eventos de domesticação para cada táxon que se espalhou ao redor do Crescente Fértil e depois para a Europa.
Gordon Hillman e Stuart Davies realizaram experimentos com variedades de trigo selvagem para mostrar que o processo de domesticação teria ocorrido em um período relativamente curto, entre 20 e 200 anos. Algumas das tentativas pioneiras falharam no início e as colheitas foram abandonadas, às vezes para serem retomadas e domesticadas com sucesso milhares de anos depois: o centeio, experimentado e abandonado na Anatólia Neolítica, chegou à Europa como sementes de ervas daninhas e foi domesticado com sucesso, milhares de anos após a primeira agricultura. As lentilhas selvagens apresentaram um problema diferente: a maioria das sementes silvestres não germinou no primeiro ano; a primeira evidência de domesticação de lentilhas, quebrando a dormência em seu primeiro ano, aparece no início do Neolítico em Jerf el Ahmar (na moderna Síria) e as lentilhas rapidamente se espalharam para o sul até o sítio arqueológico de Netiv HaGdud no Vale do Jordão.
Figos seletivamente propagados, cevada silvestre e aveia selvagem foram cultivados no início do Neolítico em Gilgal I, também no Vale do Jordão, onde, em 2006, os arqueólogos encontraram depósitos de sementes de cada uma dessas espécies em quantidades muito grandes para serem contabilizados até mesmo por coleta intensiva, em estratos que podem ser c. 11.000 anos atrás. Algumas das plantas tentadas e depois abandonadas durante o período neolítico no antigo Oriente Próximo, em locais como Gilgal, foram mais tarde domesticadas com sucesso em outras partes do mundo.
Assim que os primeiros agricultores aperfeiçoaram suas técnicas agrícolas, como a irrigação (traçada desde o VI milênio a.C. no Cuzistão), suas plantações produziriam excedentes que precisavam ser armazenados. A maioria dos caçadores-coletores não conseguia armazenar comida facilmente por muito tempo devido ao seu estilo de vida migratório, enquanto aqueles com uma moradia sedentária podiam armazenar seus excedentes de grãos. Eventualmente, foram desenvolvidos celeiros que permitiram que as aldeias armazenassem suas sementes por mais tempo. Assim, com mais comida, a população se expandiu e as comunidades desenvolveram trabalhadores especializados e ferramentas mais avançadas.

### Animais

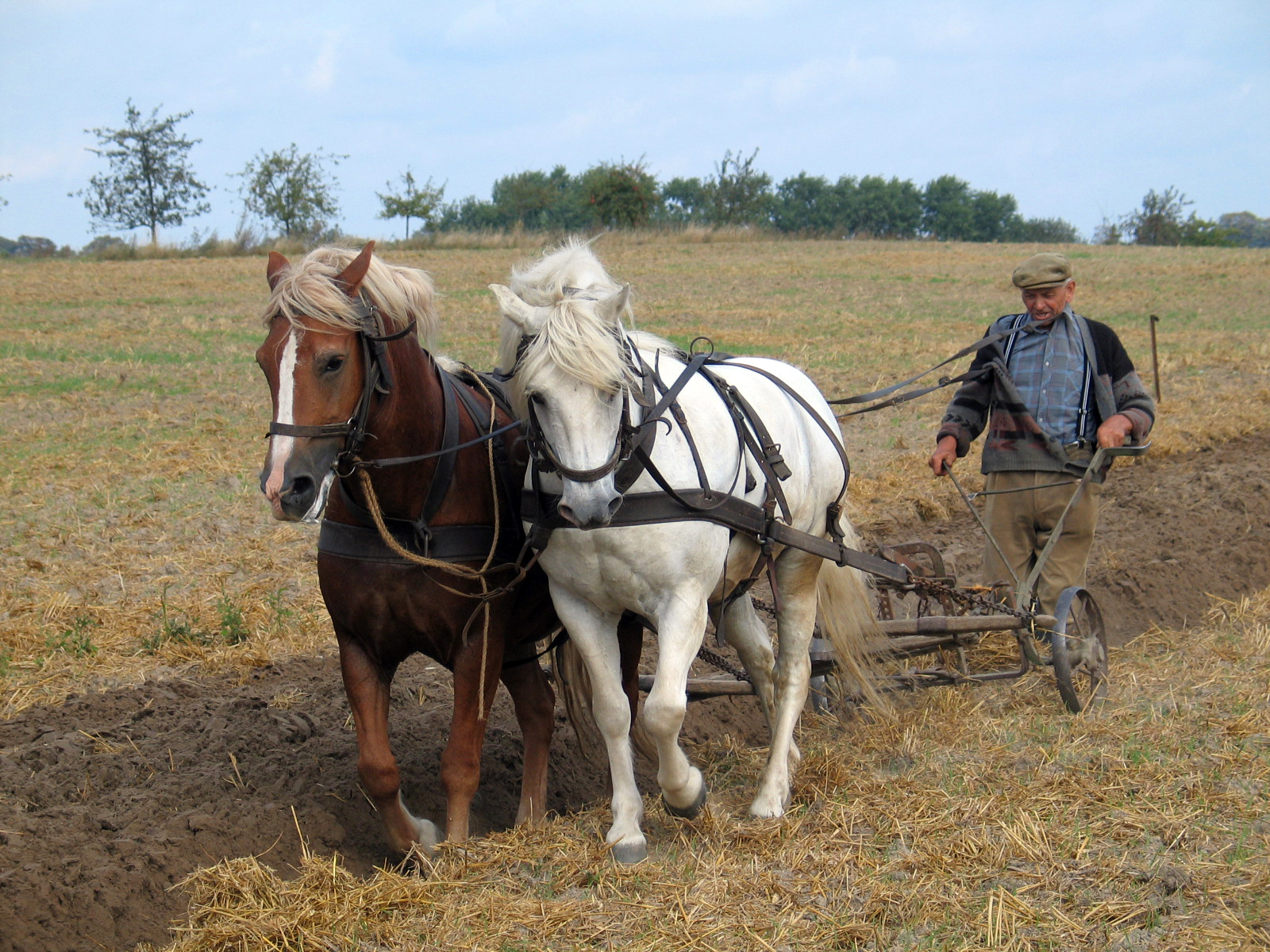
O surgimento da agricultura e a domesticação de animais resultou em assentamentos humanos estáveis

Quando a caça-coleta começou a ser substituída pela produção de alimentos sedentários, tornou-se mais lucrativo manter os animais à mão. Portanto, tornou-se necessário trazer animais permanentemente para seus assentamentos, embora em muitos casos houvesse uma distinção entre agricultores sedentários e pastores nômades. O tamanho, o temperamento, a dieta, os padrões de acasalamento e a expectativa de vida dos animais eram fatores consideráveis no desejo e sucesso em domesticar animais. Os animais que forneciam leite, como vacas e cabras, ofereciam uma fonte de proteína que era renovável e, portanto, bastante valiosa. A capacidade do animal como trabalhador (por exemplo, arar), bem como uma fonte de alimento, também teve que ser levada em conta. Além de ser uma fonte direta de alimento, certos animais podem fornecer couro, lã e fertilizante. Alguns dos primeiros animais domésticos foram os cães (Ásia Oriental, cerca de 15.000 anos atrás), ovelhas, cabras, vacas e porcos.
O Oriente Médio serviu como fonte para muitos animais que poderiam ser domesticados. Esta região também foi a primeira a domesticar o dromedário. Henri Fleisch descobriu e denominou a indústria pastoril neolítica do Vale Bekaa no Líbano e sugeriu que ela poderia ter sido usada pelos primeiros pastores nômades. Ele datou essa indústria ao Neolítico Epipaleolítico ou Pré-Cerâmico, já que evidentemente não é Paleolítico, Mesolítico ou mesmo Cerâmico Neolítico.

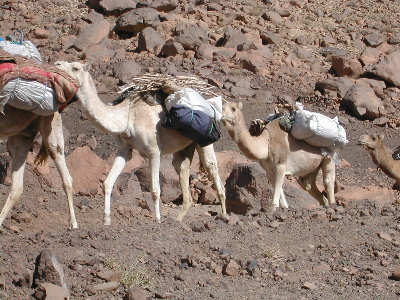
Caravana de dromedários na Argélia

A presença desses animais deu à região uma grande vantagem no desenvolvimento cultural e econômico. À medida que o clima no Oriente Médio mudou e se tornou mais seco, muitos dos agricultores foram forçados a sair, levando consigo seus animais domésticos. Foi essa enorme emigração do Oriente Médio que mais tarde ajudaria a distribuir esses animais para o resto da Eurafrásia. Essa emigração ocorreu principalmente em um eixo leste-oeste de climas similares, já que as plantações geralmente têm um alcance climático estreito, fora do qual não podem crescer por razões de mudanças de luz ou chuva. Por exemplo, o trigo normalmente não cresce em climas tropicais, assim como as culturas tropicais, como as bananas, não crescem em climas mais frios. Alguns autores, como Jared Diamond, postularam que esse eixo leste-oeste é a principal razão pela qual a domesticação de plantas e animais se espalhou tão rapidamente do Crescente Fértil para o resto da Eurásia e Norte da África, enquanto não alcançou o eixo norte-sul da África para chegar ais climas mediterrâneos da África do Sul, onde as culturas temperadas foram importadas com sucesso pelos navios nos últimos 500 anos. Da mesma forma, o zebu da África central e os bovinos domesticados do Crescente Fértil - separados pelo deserto do Saara - não foram introduzidos na região um do outro.

## Consequências

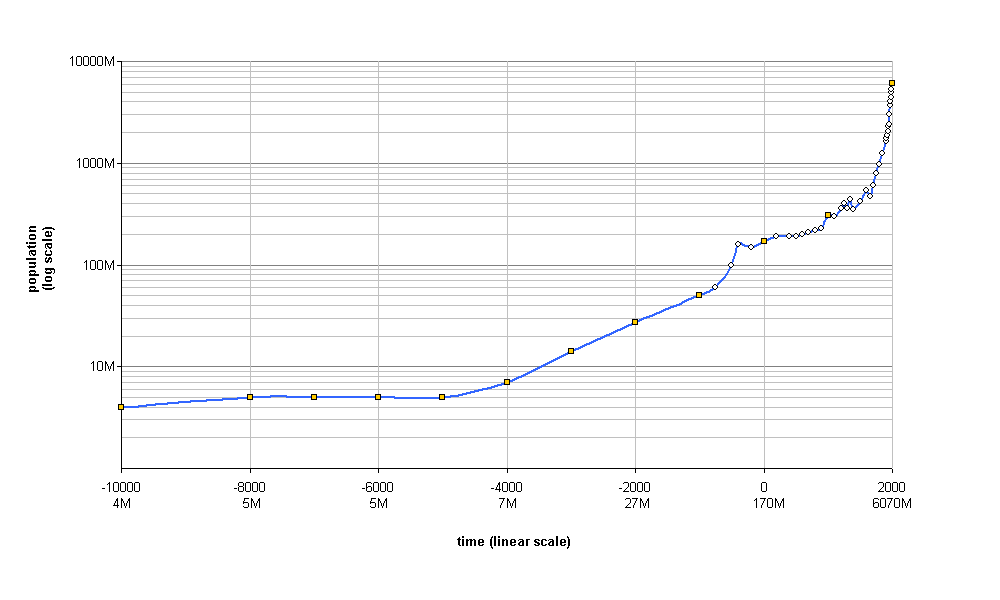
A população mundial (estimada) não aumentou por alguns milênios após a revolução neolítica

O advento da agricultura desempenhou um papel essencial para a história da humanidade. Desde a origem da agricultura, a taxa de progresso tecnológico não parou de aumentar. O excedente de alimentos resultante dessa revolução permitiu que as pessoas se especializassem em diferentes tarefas e proporcionou maior margem para inovação e transmissão cultural. 
É provável que a associação entre a construção de nichos e a biologia humana tenha envolvido feedback positivo, em que a agricultura estimulou novos trade-offs entre características na história de vida que podem ter moldado a trajetória do desenvolvimento agrícola. Por exemplo, o aumento da disponibilidade energética provoca risco aumentado de fome. A transição para a agricultura parece estar tipicamente associada à redução do investimento energético na manutenção e no crescimento, e ao aumento deste na reprodução e defesa. 
Apesar do avanço tecnológico significativo, a revolução neolítica não levou imediatamente a um rápido crescimento populacional. Seus benefícios parecem ter sido compensados por vários efeitos adversos, principalmente doenças e guerras. 

### Alimentação
Diferentemente das dietas forrageadoras, as dos primeiros agricultores incorporaram níveis mais elevados de carboidratos, provenientes dos cereais cultivados, mas níveis mais baixos de fibras, micronutrientes e proteínas.    A subsistência agrícola gerou alimentos mais ricos em energia através do processamento de grãos e de produtos de origem animal, como o leite. Posteriormente, populações com uma longa história de criação de gado e consumo de leite desenvolveram a persistência da lactase. 
A introdução da agricultura não levou necessariamente a um progresso inequívoco. Os padrões nutricionais das populações neolíticas crescentes eram inferiores aos dos caçadores-coletores. Vários estudos etnológicos e arqueológicos concluíram que a transição para dietas baseadas em cereais causou uma redução na expectativa de vida e na estatura, um aumento na mortalidade infantil e no número de doenças infecciosas, o desenvolvimento de doenças crônicas, inflamatórias ou degenerativas (como obesidade, diabetes tipo 2 e doenças cardiovasculares) e múltiplas deficiências nutricionais, incluindo deficiências de vitaminas, anemia por deficiência de ferro e desordens minerais que afetam os ossos (como osteoporose e raquitismo) e dentes. Existem evidências consistentes de um declínio no tamanho do corpo adulto associado à transição para a agricultura.   Em alguns casos, a transição inicial para a agricultura foi associada a um pequeno aumento inicial na estatura, provavelmente associado a uma oferta de alimentos menos incerta nas fases de desenvolvimento, seguido por um declínio sistemático posterior e de longo prazo;  ou padrões mais sutis de declínio que variaram entre homens e mulheres. Em algumas regiões, a estatura permaneceu relativamente consistente durante a transição ou aumentou,  sendo algo que variou muito de acordo com os alimentos domesticados e fatores ambientais associados às diferentes localizações geográficas. Alguns dos casos em que padrões mais complexos são observados envolveram, por exemplo, a transição para a agricultura de arroz, que pode ter tido consequências energéticas diferentes, tanto em termos da alta demanda energética do cultivo de arrozais, mas também em rendimentos mais elevados e menor teor de amilose. 
A nova maneira de produção de alimentos requer novas formas de processamento destes, o que significa que os agricultores precisam trabalhar mais para produzir a mesma quantidade de energia alimentar que as forrageadoras para manter a vantagem da oferta alimentar menos incerta e as vantagens da segurança de um estilo de vida sedentário. Isso permite especular que muitas tensões ecológicas relevantes para a transição para a agricultura podem ter atuado mais fortemente durante o desenvolvimento inicial, e não durante a vida adulta. Assim, mudanças fenotípicas, que ocorrem em resposta a mudanças na composição dos macronutrientes da dieta, impactaram os primeiros agricultores. Além disso, a agricultura também expôs as populações humanas ao risco de fome devido ao fracasso das colheitas. Outras tensões sazonais que poderiam reduzir drasticamente os rendimentos anuais incluem os climáticos que podem gerar inundações e secas (sendo que estes também afetavam a disponibilidade de alimento obtido por forrageamento antes da agricultura), ou picos de pragas agrícolas ou patógenos vegetais, fatores que aumentaram muito com o hábito de plantar vários vegetais iguais a distâncias muito próximas. 

### Demografia
As propriedades energéticas e mecânicas da dieta dos primeiros agricultores, em combinação com o armazenamento do alimento excedente, garantiram uma disponibilidade muito maior dos alimentos consumidos após o desmame e levaram a intervalos mais curtos entre nascimentos.  Existem fortes evidências de uma grande mudança demográfica associada às origens da agricultura, impulsionada principalmente pelo aumento das taxas de fertilidade, que estimulou o crescimento populacional dos últimos 10.000 anos. O crescimento populacional que se seguiu à transição para a agricultura aumentou a oportunidade de manifestação de novas mutações,  enquanto a construção de nichos provavelmente intensificou a seleção em certos genes.  No entanto, a demografia pré-histórica é difícil de interpretar, pois depende de dados de aproximação. Além disso, o uso recente de datação por radiocarbono como aproximação para a demografia destaca flutuações mais sutis da população em algumas regiões ao longo do Holoceno para esse processo.  As noções de que a fertilidade aumentou e os intervalos entre nascimentos diminuíram são apoiadas por estudos etnográficos de demografia entre forrageadores recentes ou contemporâneos e agricultores de transição, e por comparações entre modos de subsistência que controlam as relações filogenética.  Por outro lado, as evidências relativas ao efeito da transição para a agricultura nos padrões de mortalidade são menos consistentes. 
O desenvolvimento de sociedades maiores levou ao desenvolvimento de diferentes meios de tomada de decisão e à organização governamental. Os excedentes de alimentos tornaram possível o desenvolvimento de uma elite social que não estava envolvida na agricultura, na indústria ou no comércio, mas dominava suas comunidades por outros meios e monopolizava a tomada de decisões. Jared Diamond (no The World Until Yesterday) identifica a disponibilidade de leite e grãos de cereais como o fato que permitiu que as mães conseguissem criar tanto uma criança mais velha (por exemplo, 3 ou 4 anos de idade) quanto uma criança mais nova ao mesmo tempo. O resultado é que uma população pode aumentar mais rapidamente. Diamond, de acordo com estudiosas feministas como V. Spike Peterson, aponta que a agricultura trouxe profundas divisões sociais e encorajou a desigualdade de gênero.

### Revoluções subsequentes

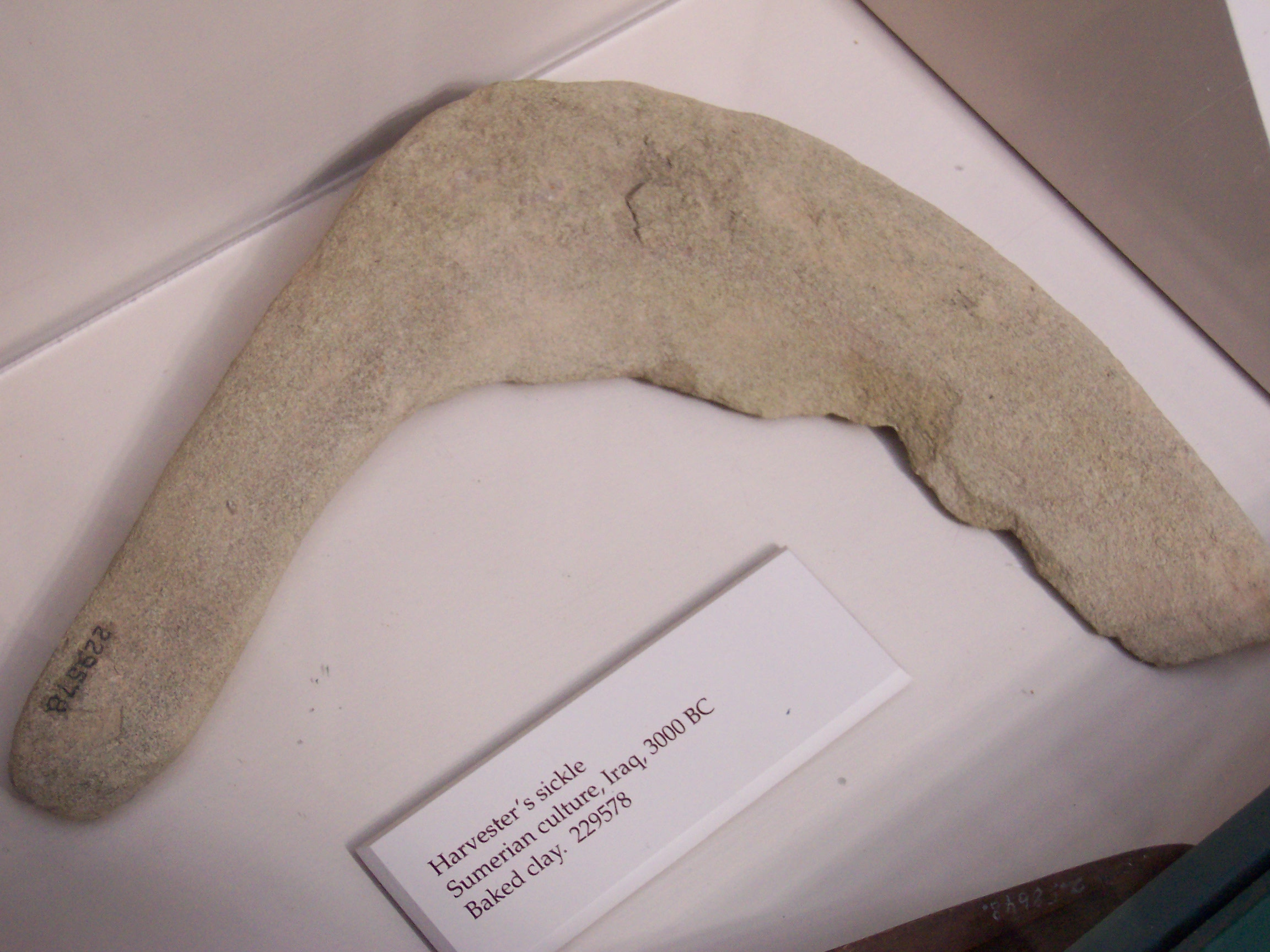
Uma foice de um ceifeiro sumério de

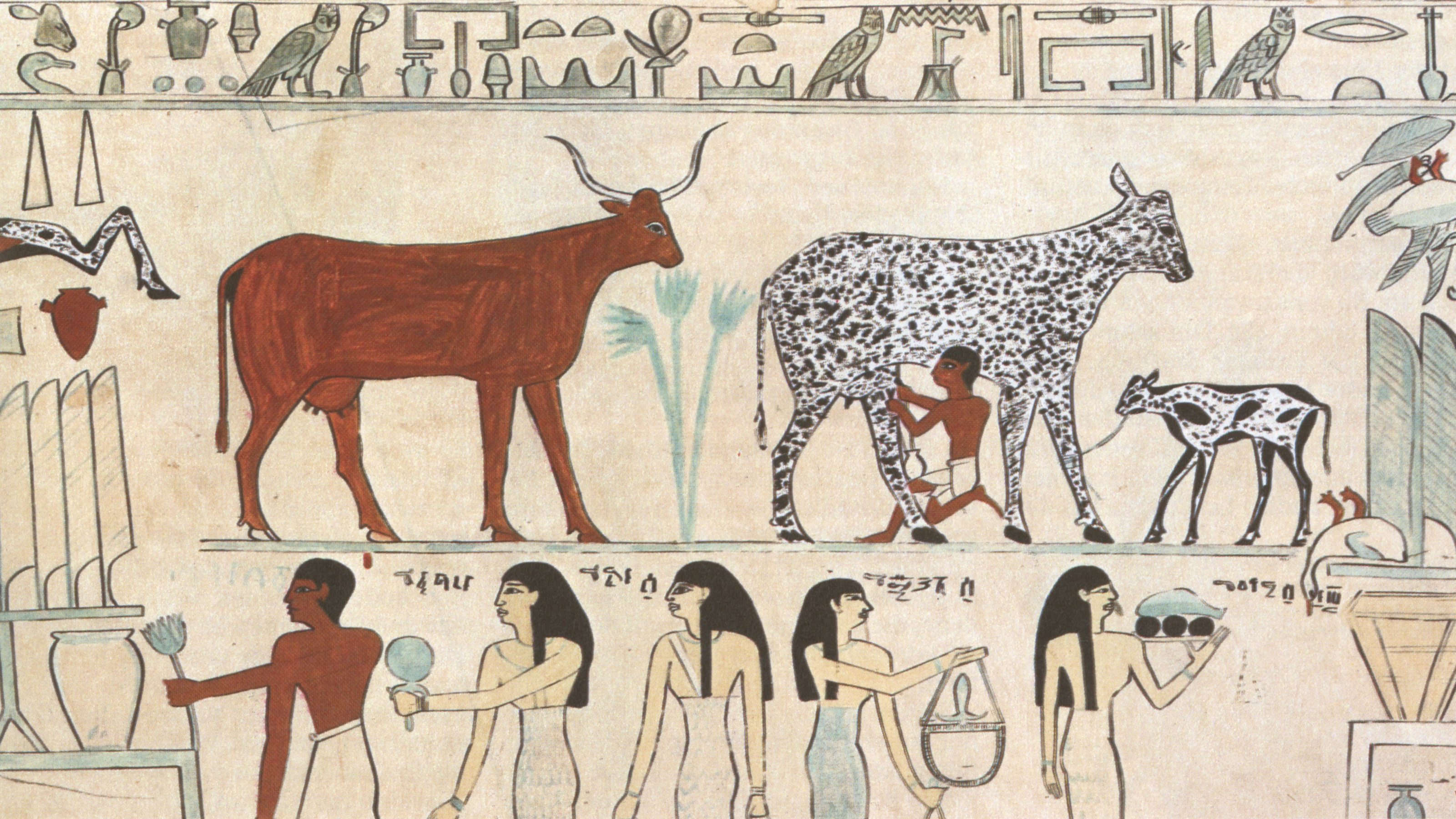
Vaca domesticada sendo ordenhada no Antigo Egito

O arqueólogo britânico Andrew Sherratt argumentou que após a Revolução Neolítica se seguiu uma segunda fase de descoberta a que ele se refere como a revolução dos produtos secundários. Aparentemente, os animais foram domesticados pela primeira vez, puramente como fonte de carne. A revolução ocorreu quando se reconheceu que os animais também forneciam uma série de outros produtos úteis. Estes incluíram:
- couros e peles (de animais não domesticados);
- estrume para condicionamento do solo (de todos os animais domésticos);
- lã (de ovelhas, lhamas, alpacas e cabras angorá);
- leite (de cabras, gado, iaques, ovelhas, cavalos e camelos);
- tração (de bois, onagros, burros, cavalos, camelos e cães);
- assistência de guarda e pastoreio (cães).

Sherratt argumentou que essa fase do desenvolvimento agrícola permitiu que os humanos aproveitassem as possibilidades energéticas de seus animais de novas maneiras e permitiu a agricultura de subsistência, a produção agrícola permanentes e intensivas, e a abertura de solos mais pesados para a agricultura. Também tornou possível o pastoreio nômade em áreas semi-áridas, ao longo das margens dos desertos, e eventualmente levou à domesticação tanto do dromedário quanto do camelo bactriano.

### Tecnologia

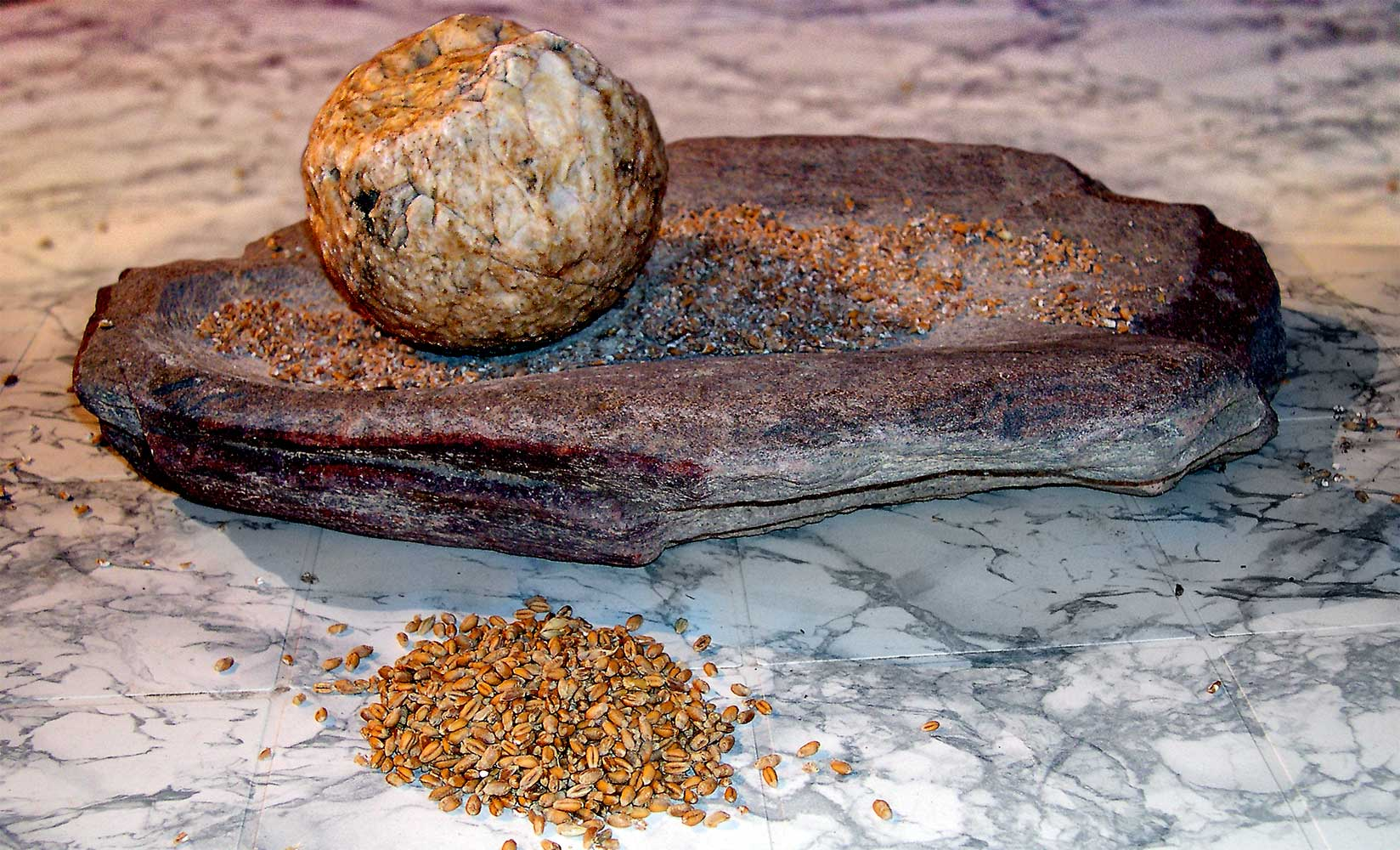
Pedras usadas para processar grãos durante o Neolítico

Em seu livro Guns, Germs, and Steel, Jared Diamond argumenta que os europeus e os asiáticos se beneficiaram de uma localização geográfica que lhes deu uma vantagem inicial na Revolução Neolítica. Ambos compartilhavam o clima temperado ideal para os primeiros ambientes agrícolas, ambos estavam perto de várias espécies vegetais e animais facilmente domesticáveis e ambos estavam mais seguros de ataques de outros povos do que civilizações na parte média do continente eurasiano. Estando entre os primeiros a adotar estilos de vida agrícolas e sedentários, e vizinhos de outras sociedades agrícolas antigas com as quais eles poderiam competir e comercializar, tanto europeus quanto leste-asiáticos também estavam entre os primeiros a se beneficiar de tecnologias como armas de fogo e espadas de aço.

### Doenças
Com o aumento da densidade populacional nas comunidades agrícolas, tornaram-se maiores as oportunidades de infecção por patógenos. Este cenário infeccioso se dá por práticas sanitárias inadequadas, pela maior exposição a indivíduos contaminados do grupo, a agentes patogênicos presentes em fezes humanas e animais, a fontes de água contaminadas e pela proximidade de animais domesticados, que podem transmitir novas doenças aos seres humanos. Sabe-se que, quanto mais longa for a história de domesticação de uma espécie, mais doenças infecciosas comuns partilham com as populações humanas,  o que revela que uma longa história de exposição a doenças zoonóticas está associada à domesticação. Alguns exemplos de doenças infecciosas transmitidas de animais para humanos são gripe, varíola e sarampo. As taxas crescentes de marcadores de doenças nos ossos entre as primeiras populações agrícolas poderiam refletir que as pessoas normalmente viviam em estados de saúde mais precários. A transição para a agricultura se reflete no aumento da prevalência de quatro doenças infecciosas que progridem lentamente e deixam assinaturas no esqueleto: treponematose, tuberculose, cárie dentária e doença periodontal. Estas doenças representam geralmente condições crônicas que causam efeitos consistentes e de longo prazo na saúde humana e, portanto, representam marcadores de morbidade elevada em vez de risco evidente de mortalidade e expectativa de vida mais curta. 
Em concordância com um processo de seleção natural, os humanos que primeiro domesticaram os grandes mamíferos rapidamente acumularam imunidade às doenças, pois dentro de cada geração os indivíduos com as melhores imunidades tinham melhores chances de sobrevivência. Este aumento da carga de doenças teve dois efeitos principais na estratégia da história de vida: o aumento da procura de energia para a função imunológica e o aumento do risco de mortalidade extrínseca, o que favorece a reprodução precoce. Cada um destes efeitos reduziria inerentemente a energia disponível para crescimento e manutenção.  Um exemplo de mudança imunológica marcante que surgiu por conta da transição para a agricultura é a seleção natural de portadores heterozigotos do gene falciforme para manter a anemia falciforme em populações expostas à malária. Considerando que a malária depende das hemácias para se desenvolver no hospedeiro, a anemia falciforme, ao alterar o formato dessas células, impede que a doença prossiga seu ciclo. Esta seleção natural é particularmente visível em regiões da África Central onde as florestas tropicais foram desmatadas para a agricultura, o que, por sua vez, causou a proliferação de mosquitos que transmitem o parasita Plasmodium, causador da malária.  Em seus cerca de 10 000 anos de proximidade compartilhada com animais, como vacas, os eurasianos e africanos tornaram-se mais resistentes a gripe, varíola e sarampo em comparação com as populações indígenas encontradas fora da Eurásia e da África. Por exemplo, a população da maioria das ilhas do Caribe e de várias ilhas do Oceano Pacífico foi completamente destruída por doenças. 90% ou mais de muitas populações das Américas foram dizimadas por doenças europeias e africanas ao entrar em contato com exploradores ou colonos europeus. Algumas culturas, como o Império Inca, tinham um grande mamífero doméstico, a lhama, mas o leite de lhama não era bebido, nem as lhamas viviam em um espaço fechado com humanos, de modo que o risco de contágio era limitado. De acordo com a pesquisa bioarqueológica, os efeitos da agricultura na saúde física e dental nas sociedades de cultivo de arroz do Sudeste Asiático de 4000 a 1500 ap não foi prejudicial na mesma medida que em outras regiões do mundo.